# Хуан Сяовень
Хуан Сяовень (кит.: 黃筱雯; нар. 31 серпня 1997) — тайванська боксерка, бронзова призерка Олімпійських ігор 2020 року, чемпіонка світу, призерка Азійських ігор та чемпіонатів Азії.
Навчалася в Католицькому університеті Фужень.

## Любительська кар'єра
Азійські ігри 2018
- 1/8 фіналу: Перемогла Єдгорой Мірзоєву (Узбекистан) — 5-0
- 1/4 фіналу: Перемогла Вуонг Тхі Ву (В'єтнам) — 3-2
- 1/2 фіналу: Програла без бою Йо Сон Хва (Північна Корея)

Чемпіонат світу 2019
- 1/8 фіналу: Перемогла Джорданну Соррентіно (Італія) — 5-0
- 1/4 фіналу: Перемогла Айру Вілегас (Філіппіни) — 5-0
- 1/2 фіналу: Перемогла Джамуру Боро (Індія) — 5-0
- Фінал: Перемогла Каролін Крюверльє (Франція) — 5-0

Олімпійські ігри 2020
- 1/8 фіналу: Перемогла Джорданну Соррентіно (Італія) — 5-0
- 1/4 фіналу: Перемогла Ніну Радованович (Сербія) — 5-0
- 1/2 фіналу: Програла Бусеназ Чакироглу (Туреччина) — 0-5

Чемпіонат світу 2023
- 1/16 фіналу: Перемогла Нілай Ярен Чам (Туреччина) — RSC
- 1/8 фіналу: Перемогла Лі Їцзі (Китай) — RSC
- 1/4 фіналу: Перемогла Дельфіну Манчіні (Франція) — 5-0
- 1/2 фіналу: Перемогла Джутамас Джитпонг (Таїланд) — 5-0
- Фінал: Перемогла Єні Аріас (Колумбія) — 5-0

На Азійських іграх 2022, що через пандемію коронавірусної хвороби пройшли 2023 року, програла в другому бою Чан Юань (Китай).
Олімпійські ігри 2024
- 1/16 фіналу: Перемогла Бояну Гойкович (Чорногорія) — 5-0
- 1/8 фіналу: Програла Станимирі Петровій (Болгарія) — 1-4